# 남원향토박물관
남원향토박물관은 전북특별자치도 남원시 소재의 역사 박물관이다.

## 연혁
- 2004년 5월 1일 개관

## 관람 안내
- 관람 시간: 연중 09:00 ~ 18:00
- 월요일(휴관)을 제외한 토, 일요일 모두 개관.